# Davide Cadoni
Davide Cadoni (Cagliari, 4 maggio 1973) è un ex mezzofondista italiano, tre volte campione nazionale degli 800 metri piani (1995 outdoor, 1998 e 2001 indoor).

## Biografia
Dopo aver praticato il calcio da ragazzo, Cadoni si avvicina all'atletica all'età di 14 anni grazie a Nardino Degortes. Da giovanissimo è una promessa di livello mondiale, conquista infatti la medaglia d'oro alle Gymnasiadi di Bruges del 1990, a soli 17 anni. Nel 1992 partecipa ai Campionati del mondo juniores di atletica leggera a Seul, ove raggiunge la finale negli 800 metri piani ma, pur avendo concluso la gara in 3ª posizione con il tempo di 1'46"67, viene squalificato.
Nel 1995 vince il titolo italiano negli 800 m con il tempo di 1'49"29, quindi si laurea due volte campione indoor, nel 1998 e nel 2001. Ormai sul finire di carriera, riesce ancora a vincere il titolo sardo nel 2003, sempre negli 800 metri.

## Record nazionali
Juniores
- 800 metri piani 1'46"93 ( Cagliari, 17 settembre 1991)[5]

## Progressione
| Stagione | Risultato | Luogo       | Data      | Rank. Mond. |
| -------- | --------- | ----------- | --------- | ----------- |
| 2005     | 1:50.48   | Milano      | 1-6-2005  |             |
| 2003     | 1:48.67   | Padova      | 6-7-2003  |             |
| 2002     | 1:49.48   | Nuoro       | 10-7-2002 |             |
| 2001     | 1:47.96   | Madrid      | 30-6-2001 |             |
| 1999     | 1:45.90   | Roma        | 7-7-1999  |             |
| 1998     | 1:47.20   | Vado Ligure | 1-7-1998  |             |
| 1997     | 1:47.15   | Oristano    | 8-9-1997  |             |
| 1995     | 1:46.20   | Roma        | 8-6-1995  |             |
| 1994     | 1:45.24   | Roma        | 8-6-1994  | 25º         |
| 1992     | 1:47.53   | Seul        | 17-9-1992 |             |
| 1991     | 1:46.93   | Cagliari    | 17-9-1991 |             |

## Palmarès
| Anno | Manifestazione | Sede     | Evento    | Risultato        | Prestazione | Note  |
| ---- | -------------- | -------- | --------- | ---------------- | ----------- | ----- |
| 1994 | Europei        | Helsinki | 800 metri | elim. semifinale | 1'50"23     | [ 7 ] |
| 1995 | Mondiali       | Göteborg | 800 metri | elim. semifinale | 1'53"67     | [ 8 ] |
| 1998 | Europei indoor | Valencia | 800 metri | elim. semifinale | 1'49"83     |       |

## Campionati nazionali
1995
- Oro ai Campionati italiani assoluti, 800 metri - 1'49"29

1998
- Oro ai Campionati italiani assoluti indoor, 800 metri - 1'49"48

2001
- Oro ai Campionati italiani assoluti indoor, 800 metri - 1'48"93

## Altre competizioni internazionali
1994
- Argento in Coppa Europa di atletica leggera ( Birmingham), 800 m piani - 1'48"42[9]
- Bronzo al Golden Gala ( Roma), 800 m piani - 1'45"24

1995
- 7º al Golden Gala ( Roma), 800 m piani - 1'46"20

1999
- 6º al Golden Gala ( Roma), 800 m piani - 1'45"90